# Hugh Blake
Pas d'image ? Cliquez ici

a Compétitions nationales et continentales officielles uniquement.

b Matchs officiels uniquement.
Dernière mise à jour le 18 juillet 2023.
Hugh Blake, né le 10 septembre 1992 à Tauranga (Nouvelle-Zélande), est un joueur de rugby à XV et rugby à sept international écossais d'origine néo-zélandaise. Évoluant comme troisième ligne aile.

## Carrière

### En club
Il s’est engagé à l’été 2014 avec Édimbourg après trois saisons en ITM Cup pour la province d’Otago .

### En équipe nationale
Blake a fait partie du groupe néo-zélandais lors du championnat du monde junior 2012 organisé en Afrique du Sud .
Le 20 janvier 2015, Blake est convoqué dans le groupe écossais pour préparer le  Tournoi des Six Nations, alors qu’il n’a toujours pas joué le moindre match avec sa nouvelle équipe d’Édimbourg.

## Statistiques en équipe nationale
- 1 sélection avec l'équipe d'Écosse de rugby à XV
- Sélections par années: 1 en 2015